# Цирконосилікати
Цирконосилікати (рос. цирконосиликаты,  англ. zirconium silicates, нім. Zirkonsilikate n pl) – група рідкісних мінералів класу силікатів, що містять цирконій, який відіграє однакову роль з кремнієм, утворюючи комплексні цирконо-кремнієво-кисневі радикали типу:
- [Z (Si3O9)]2- (підгрупа катаплеїту),
- [Zr (Si4O11)]2- (підгрупа власовіту),
- [Zr (Si6O15)]2- (ельпідит),
- {Zr [Si6O12(OH)6]}2- (ловозерит),
- {Zr3[Si3O9]×[Si9O24(OH)3]}9- (евдіаліт).

Катіонами є Na+, К+, Ca+, Cr2+, Ba2+, TR3+. Відомо близько 30 цирконосилікатів. Для них характерні каркасні та кільцеві кристалічні структури. Тв. 4-5. Густина 2,6-3,2. Ц. кристалізуються з високо основних розплавів і розчинів; характерні для нефелінових сієнітів, сієніт-пегматитів і зон лужного метасоматозу. Асоціюють з нефеліном, натролітом, мікрокліном, альбітом, егірином та інш. мінералами.